# ميخائيل السرياني
ميخائيل السرياني (بالسريانية: ܡܝܟܐܝܠ ܣܘܪܝܝܐ)‏ ويعرف كذلك ب-ميخائيل العظيم (بالسريانية: ܡܝܟܐܝܠ ܪܒܐ)‏، هو أحد أهم بطاركة الكنيسة السريانية الأرثوذكسية في العصور الوسطى حيث قادها في الفترة بين (1166 - 1199). اشتهر خاصة بكتابه لأوسع سجل تاريخي في القرن الثاني عشر وذلك باللغة السريانية.